# Демьяново (Дмитровский городской округ)
Демьяново — деревня в Дмитровском районе Московской области, в составе сельского поселения Синьковское. До 2006 года Демьяново входило в состав Кульпинского сельского округа.

## Расположение
Деревня расположена в западной части района, недалеко от границы с Солнечногорским, примерно в 28 км к западу от Дмитрова, по правому берегу реки Лутосни, высота центра над уровнем моря 198 м. Ближайшие населённые пункты — Костюнино на северо-западе, Аладьино на северо-востоке и Тараканово, Солнечногорского района, за рекой на юге.

## Население
| 2002 | 2006 | 2010 |
| ---- | ---- | ---- |
| 7    | ↘4   | →4   |